# Hydroporus thracicus
Hydroporus thracicus är en skalbaggsart som beskrevs av Borislav Guéorguiev 1966. Hydroporus thracicus ingår i släktet Hydroporus och familjen dykare. Inga underarter finns listade i Catalogue of Life.